# Česko-Slovenská filmová databáze
Česko-Slovenská filmová databáze (zkracována na ČSFD.cz nebo jenom ČSFD) je webový projekt sloužící jako databáze filmů, seriálů a televizních pořadů a sociální síť pro filmové fanoušky, jejichž příspěvky – především hodnocení a recenze filmů – jsou veřejné a z obsáhlé databáze filmů tvoří mapu jejich kvality napříč žánry a historickými etapami. Databázi provozuje firma POMO Media Group s.r.o. ČSFD.cz založil v roce 2001 Martin Pomothy. Od americké IMDb se dále kromě lepšího pokrytí lokální scény liší i tím, že uživatelům umožňuje vést si přehled vlastní filmotéky, nabízí program všech českých a slovenských kin, přehled filmů vycházejících na DVD, Blu-ray a v kinech, nebo taky program desítek českých a slovenských televizních stanic. IMDb celkově naopak uvádí více detailů o audiovizuálním díle než ČSFD.cz, především kompletní titulkovou listinu tvůrců filmů.
Za dobu své existence změnil server celkem 5× svou podobu, naposledy koncem roku 2020. Od roku 2020 je také k dispozici slovenská doména se slovenskou lokalizací. Od roku 2023 funguje 13 dalších jazykových mutací pod značkou FilmBooster.
ČSFD.cz se často stává mediálním partnerem různých filmových akcí a festivalů a úzce spolupracuje s kiny, DVD a VOD distributory. V roce 2011 společnost získala v soutěži Křišťálová Lupa 1. místo v kategorii zájmové weby. V kategorii All Star obsadila 4. místo, za giganty Google, Seznam.cz a iDnes.

## Funkce databáze
- Novinky – Kdo, co a proč / Filmové akce, rozhovory a úvodníky
- Profily filmů, seriálů, řad seriálů, jednotlivých dílů seriálů, TV pořadů, studentských filmů, amatérských filmů, hudebních videoklipů a video kompilací
- Profily herců a tvůrců
- Plakáty, galerie a videa – trailery, z natáčení, ukázky z filmu, reportáže z premiér, promo, TV spoty, hudební videoklipy, celé filmy[6]
- OST – Original Soundtrack – seznam původních písní z filmu nebo seriálu
- Zajímavosti k filmům a tvůrcům
- Podobné a související filmy na profilech filmů
- Televizní program
- Přehled kino premiér, program kin
- Přehled DVD, Blu-ray a VOD premiér
- Žebříčky a statistiky filmů
- Filmové diskuze
- Filmotéky, bazar
- Přehledy ocenění filmů a tvůrců
- Na uživatelském účtu – spřízněné duše, aneb kdo má nejpodobnější divácký vkus tomu mému
- TV tipy dne – „TV tipy dne na hlavní stránce jsou filmy s procentuálním hodnocením nad 60%, generované z výběru TV stanic, které máš navolené v sekci Televize. Když nejsi přihlášený do svého účtu, generují se pro českého návštěvníka z běžně dostupných českých TV stanic a pro slovenského návštěvníka z běžně dostupných slovenských TV stanic.“[7]
- Barevné hodnocení – „červená barva náleží nejlepším filmům/seriálům s hodnocením nad 70%, modrá těm s hodnocením od 31% do 69% a černou barvou jsou ‚pohřbeny‘ filmové a seriálové průsery s hodnocením pod 30%. Aby film/seriál dostal barvu, musí jej hvězdičkami ohodnotit minimálně 20 uživatelů. Filmům a seriálům s méně než 20 hodnoceními náleží bledě šedá barva.“[8]

## Uživatelské funkce
Uživatelé mohou hodnotit a komentovat jednotlivé filmy, dále k nim mohou navrhovat různé zajímavosti či úpravy, které ale musí před zveřejněním schválit administrátoři serveru. Skrze odkaz „Doplnit informace“ u každého filmu mohou přidat související a podobné filmy, obsah (český, slovenský), přidání zajímavostí, odkaz na jakoukoliv filmovou recenzi, poslat plakáty, fotosky z filmu, obrázek z filmu, obrázek z natáčení, promo obrázek k filmu.
Dále mohou uživatelé:
- nastavit si svůj avatar (profilový obrázek)
- vytvořit si uživatelský profil

- psát si deníček
- přijímat, odesílat a třídit poštu

- vést svoji filmotéku – DVD, BR, jiné
- nastavit si budíček (v roce 2012 přejmenován na Chci vidět!)
- nabízet či shánět filmy v bazaru
- vygenerovat svá oblíbená kina
- psát si poznámky k filmům
- aktualizovat „Spřízněné duše“, aneb kdo má nejpodobnější divácký vkus tomu mému
- vidět, kdo navštívil můj uživatelský profil
- zobrazit seznam uživatelů, kteří mají můj profil mezi oblíbenými
- vidět aktivitu uživatelů, které mám v oblíbených (jejich hodnocení, komentování, úpravu jejich profilu)
- vidět všechny online uživatele s délkou jejich přihlášení
- zařadit na svůj profil oblíbené herce, herečky, tvůrce filmů, filmy nebo další uživatele
- nastavit si prioritu názvů filmů (původní, český, slovenský nebo anglický název)
- založit diskuzi na vlastní téma, přispívat do jiných diskuzí

## Ocenění
- Křišťálová lupa – Cena českého Internetu
  - 2009 Vyhledávače a databáze – 3. místo[9]
  - 2010 Vyhledávače a databáze – 3. místo[10]
  - 2011 Zájmové weby – 1. místo[11]
  - 2011 All Star – 4. místo[11]
  - 2012 Nástroje a služby – 3. místo[12]
  - 2013 Mobilní služba – 2. místo[13]
  - 2013 Nástroje a služby – 2. místo[13]
  - 2014 Nástroje a služby – 2. místo[14]
  - 2015 Nástroje a služby – 1. místo[15]
  - 2016 Nástroje a služby – 2. místo[16]
  - 2017 Nástroje a služby – 1. místo[17]
  - 2017 Cena popularity – 6. místo[17]
  - 2018 Nástroje a služby – 2. místo[18]
  - 2019 Nástroje a služby – 2. místo[19]
  - 2021 Nástroje a služby – 2. místo[20]
- Zvláštní cena ExperienceU
  - Nejlepší UX mobilní aplikace roku 2013: ČSFD.cz (Mobile Internet s.r.o. & POMO Media Group s.r.o.)[21]

## Promítací sál
Multikino CineStar na pražském Smíchově ve spolupráci s Česko-Slovenskou filmovou databází nabízí od října 2013 svým návštěvníkům „ČSFD sál“, ve kterém se hrají nejlépe hodnocené filmy z nabídky kina.

## ČSFD.cz v číslech
| Filmů v databázi            | 1 001 082 |
| Herců v databázi            | 373 084   |
| Režisérů v databázi         | 102 438   |
| Registrovaných uživatelů    | 523 833   |
| Komentářů k filmům          | 4 376 760 |
| Filmů se zajímavostmi       | 55 827    |
| Filmů s galerií             | 240 564   |
| Obsahů filmů                | 252 060   |
| Biografií tvůrců            | 27 022    |
| Filmových plakátů           | 745 820   |
| Filmových videí             | 112 787   |
| Data ke dni 22. března 2021 |           |